# Patricia Kandus
Patricia Kandus (n. 1961) es una profesora, bióloga, y ecóloga argentina que trabaja en el Instituto de Investigación e Ingeniería Ambiental (3iA), de la Universidad Nacional de General San Martín (UNSAM). Es profesora y directora del Laboratorio de Ecología, Teledetección y Eco-Informática (LETyE).
Su trabajo de investigación se centra en el campo de la ecología de humedales a escala de paisaje–regional y la teledetección cuantitativa con énfasis en la integración de datos biofísicos satelitales y de campo para el relevamiento y monitoreo ambiental. La mayoría de sus trabajos se han desarrollado en el Delta del río Paraná. Posee un doctorado en Biología, por la Facultad de Ciencias Exactas y Naturales de la Universidad de Buenos Aires.

## Premios y distinciones
- Premio Fidel Antonio Roig, Convocatoria 2010. Segundo premio.
- Distinción otorgada por el MINCyT a los grupos de investigación pertenecientes a Instituciones del Sistema Científico Tecnológico de la República Argentina que hayan participado a través de la transferencia de los resultados de su labor en iniciativas que demuestren haber desarrollado y ejecutado acciones de uso sustentable de la biodiversidad o de alguno de sus componentes en el país.

## Publicaciones (selección)
- Francisco Grings, P. Ferrazzoli, Julio Jacobo, Haydée Karszenbaum, J. Tiffenberg, Patricia Kandus. 2005. "Analysis of C Band SAR Response inlooded marshes using EM Models and Envisat Observations". IEEE Transactions on Geoscience and Remote Sensing

- Haydée Karszenbaum, J. Tiffenberg, Patricia Kandus, l. Guerriero, Julio Jacobo. 2005b. "Temporal evolution of junco marshes radar signatures". IEEE Transactions on Geoscience and Remote Sensing

- Patricia Kandus, Ana Inés Malvárez, Nora Madanes. 2003. Estudio de las comunidades de plantas herbáceas de las Islas Bonaerenses del Bajo Delta del Río Paraná (Argentina). Darwiniana 1-4 Vol (41)

- Francisco Grings, P. Ferrazzoli, Julio Jacobo, Haydée Karszenbaum, J. Tiffenberg, Patricia Kandus, R. Depine. 1999. "Comparing Capabilities of Current C-Band Systems and Future L-Band Argentine SAR System in Wetland Studies". 4th International Symposium on Retrieval of Bio- and Geophysical Parameters from SAR Data for Land Applications

### Libros
- Kandus, P., Salvia, M. y González Trilla, G. 2011. Las observaciones satelitales como herramienta para comprender y gestionar los humedales en el Bajo Delta Insular del Paraná.. En: “El Patrimonio natural y cultural del Bajo Delta Insular. Bases para su conservación y uso sustentable”. R. Quintana, V. Villar, E. Astrada, P. Saccone y S.. Malzof, Eds. Convención Internacional sobre los Humedales (Ramsar, Irán, 1971). Buenos Aires. Pp 283-294.
- P. Kandus, P. Minotti y M. Borro (Eds.) 2011. Contribuciones al conocimiento de los humedales del Delta del Río Paraná: herramientas para la evaluación de la sustentabilidad ambiental Universidad Nacional de General San Martín. ISBN 978-987-1435-35-7. 32pp.